# Guernsey State Park
Der Guernsey State Park liegt 2 Kilometer nordwestlich der Stadt Guernsey im Platte County des US-Bundesstaates Wyoming. Der North Platte River wird im Südosten des Parks vom Guernsey Dam aufgestaut und bildet das Guernsey Reservoir. Der Park kann über die Interstate 25 und den U.S. Highway 26 erreicht werden.

## Geschichte
Zwischen den 1830er Jahren und 1869 verlief mit dem Oregon Trail, der aus Nebraska kommend entlang des North Platte River weiter nach Westen führte, eine der Hauptrouten für Siedler mit Planwagen, durch Guernsey. An den Oregon Trail Ruts, ein National Historic Landmark im Park lassen sich die Spuren der Siedler noch heute in einer erodierten Sandsteinrippe erkennen. Nur wenige Kilometer entfernt auf der anderen Seite von Guernsey befindet sich mit dem Register Cliff eine weitere bedeutende Landmarke.
Mit Hilfe des 1927 fertiggestellten Guernsey Dam wurde der Guernsey Lake aufgestaut. In den 1930er Jahren wurden vom Civilian Conservation Corps (CCC) die Infrastruktur für den State Park errichtet, darunter Wege, Brücken, Hütten zum Übernachten und 1936 auch das Guernsey State Park Museum. Seit August 1980 ist der Ort als Historic District unter der Bezeichnung Guernsey Lake Park im National Register of Historic Places eingetragen. Im September 1997 wurde der Schutzbezirk erweitert und als ein National Historic Landmark anerkannt.

## Guernsey Dam und Reservoir
Der Guernsey Dam wurde zwischen 1925 und 1928 erbaut. Zwei Generatoren der Guernsey Powerplant können seit den 1980er Jahren bis zu 6,4 Megawatt Strom erzeugen, zuvor waren 4,8 Megawatt möglich. Der Damm hat eine Höhe von 41 m und an der Dammkrone eine Länge von 170 m. Die ursprüngliche Kapazität von 73.810 acre feet wurde durch Sedimentablagerungen um ein Drittel auf 46.000 acre
feet reduziert. Das aufgestaute Guernsey Reservoir hat eine Wasseroberfläche von 9,5 km² auf 1347 Meter über dem Meer. Man kann dort Angeln, Baden und Boot fahren. Im Stausee leben vor allem Amerikanische Flussbarsche, Glasaugenbarsche und Welse.